# Gran Premio di Dieppe 1935
Il Gran Premio di Dieppe 1935 è stato un Gran Premio di automobilismo,  della stagione 1935, non valido per il Campionato europeo.

## Gara

### Griglia di partenza
Posizionamento dei piloti alla partenza della gara.
| Prima fila   | Pos. 3                      |                              | Pos. 2                          |                        | Pos. 1                  |
| ------------ | --------------------------- | ---------------------------- | ------------------------------- | ---------------------- | ----------------------- |
|              | Marcel Lehoux Maserati      |                              | Louis Chiron Alfa Romeo         |                        | René Dreyfus Alfa Romeo |
| Seconda fila |                             | Pos. 5                       |                                 | Pos. 4                 |                         |
|              |                             | Jean-Pierre Wimille Bugatti  |                                 | Nino Farina Maserati   |                         |
| Terza fila   | Pos. 8                      |                              | Pos. 7                          |                        | Pos. 6                  |
|              | Earl Howe Bugatti           |                              | Buddy Featherstonhaugh Maserati |                        | Robert Benoist Bugatti  |
| Quarta fila  |                             | Pos. 10                      |                                 | Pos. 9                 |                         |
|              |                             | Dick Shuttleworth Alfa Romeo |                                 | Hans Ruesch Maserati   |                         |
| Quinta fila  | Pos. 13                     |                              | Pos. 12                         |                        | Pos. 11                 |
|              |                             |                              | Raph Alfa Romeo                 |                        | Lindsay Eccles Bugatti  |
| Sesta fila   |                             | Pos. 15                      |                                 | Pos. 14                |                         |
|              |                             | Robert Brunet Maserati       |                                 | Charles Martin Bugatti |                         |
| Settima fila | Pos. 18                     |                              | Pos. 17                         |                        | Pos. 16                 |
|              | Frederick Clifford Maserati |                              | Bernard Chaude Bugatti          |                        | Jock Leith Bugatti      |

### Risultati
Risultati finali della gara.
| Pos | Nr | Pilota                 | Scuderia               | Vettura        | Giri |
| --- | -- | ---------------------- | ---------------------- | -------------- | ---- |
| 1   | 34 | René Dreyfus           | Scuderia Ferrari       | Alfa Romeo P3  | 49   |
| 2   | 32 | Louis Chiron           | Scuderia Ferrari       | Alfa Romeo P3  | 49   |
| 3   | 20 | Jean-Pierre Wimille    | Automobiles E. Bugatti | Bugatti T59    | 48   |
| 4   | 16 | Dick Shuttleworth      | Dick Shuttleworth      | Alfa Romeo P3  | 45   |
| 5   | 40 | Nino Farina            | L .Rovere              | Maserati 6C 34 | 45   |
| 6   | 42 | Hans Ruesch            | Hans Rüesch            | Maserati 6C 34 | 45   |
| 7   | 28 | Robert Brunet          | Ecurie Braillard       | Maserati 8CM   | 44   |
| 8   | 30 | Raph                   | B. de las Casas        | Alfa Romeo P3  | 44   |
| 9   | 12 | Frederick Clifford     | E. Burt                | Maserati 26 M  | 43   |
| 10  | 10 | Jock Leith             | Jock Leith             | Bugatti T35B   | 42   |
| 11  | 14 | Buddy Featherstonhaugh | Buddy Featherstonhaugh | Maserati 26 M  | 40   |
| 12  | 2  | Earl Howe              | Earl Howe              | Bugatti T59    | 40   |
| Rit | 24 | Marcel Lehoux          | Conte de Villapadierna | Maserati 6C 34 | 19   |
| Rit | 22 | Bernard Chaude         | Ecurie Argo            | Bugatti T51    | 13   |
| Rit | 8  | Lindsay Eccles         | Lindsay Eccles         | Bugatti T59    | 5    |
| Rit | 18 | Robert Benoist         | Automobiles E. Bugatti | Bugatti T59    | 3    |
| Rit | 6  | Charles Martin         | Charles Martin         | Bugatti T51    | 3    |

- Giro veloce: Jean-Pierre Wimille (Bugatti)

## Altre gare
Il Gran Premio di Dieppe voiturette 1935 è stato una corsa automobilistica di velocità in circuito per Voiturette con cilindrata inferiore a 1500 cc, disputata il 20 luglio 1935 come gara di supporto al Gran Premio di Dieppe di Formula Grand Prix. Risultati finali della gara:
| Pos | Nr | Pilota                        | Scuderia                      | Vettura           | Giri |
| --- | -- | ----------------------------- | ----------------------------- | ----------------- | ---- |
| 1   | 12 | Patrick Fairfield             | Patrick Fairfield             | ERA A             | 29   |
| 2   | 8  | Prince Bira                   | Prince Bira                   | ERA B             | 29   |
| 3   | 30 | Pierre Veyron                 | Bugatti Automobiles           | Bugatti 51A       | 29   |
| 4   | 6  | Humphrey Cook                 | English Racing Automobiles    | ERA A             | 29   |
| 5   | 50 | Ippolito Berrone              | Ippolito Berrone              | Maserati 4CM 1500 | 29   |
| 6   | 16 | Teddy Rayson                  | Teddy Rayson                  | Bugatti 37A       | 28   |
| 7   | 48 | Eddie Hertzberger             | Eddie Hertzberger             | MG K3 Magnette    | 28   |
| 8   | 52 | Gino Rovere Nino Farina       | L. Rovere                     | Maserati 4CM 1100 | 27   |
| 9   | 34 | Alain Guilbaut                | Alain Guilbaut                | Bugatti 37A       | 26   |
| 10  | 36 | E. Dubois                     | E. Dubois                     | Bugatti 37A       | 20   |
| Rit | 28 | Maurice Henry Baumer          | John Ludovic Ford             | MG K3 Magnette    | 19   |
| Rit | 4  | Raymond Mays                  | English Racing Automobiles    | ERA A             | 18   |
| Rit | 46 | Philippe Marie Maillard-Bruné | Philippe Marie Maillard-Bruné | MG K3 Magnette    | 15   |
| Rit | 24 | Adrian Thorpe                 | Adrian Thorpe                 | Frazer-Nash Gough | 14   |
| Rit | 20 | Earl Howe                     | Earl Howe                     | Delage 15S8       | 10   |
| Rit | 14 | Lindsay Eccles                | Lindsay Eccles                | Bugatti 51A       | 4    |
| Rit | 10 | Richard Seaman                | Richard Seaman                | ERA B             | 4    |
| Rit | 22 | Gwenda Mary Stewart           | Douglas Hawkes                | Derby-Maserati    | 0    |
| Rit | 44 | Jean Breillet                 | Jean Breillet                 | Salmson GP        | 0    |

- Giro veloce: Nino Farina (Maserati)